# Пац, Николай (епископ Жемайтский)
 Николай Пац (1570 — 6 сентября 1624, Падуя) — церковный и государственный деятель Великого княжества Литовского, каноник виленский (1596), титулярный епископ Метонский и суфраган виленский (с 1602 года), епископ Жемайтийский (1610—1618).

## Биография
Представитель литовского магнатского рода Пацов герба «Гоздава». Сын каштеляна виленского Павла Паца (ок. 1530—1595) и Раины Волович. Брат — воевода трокский Пётр Пац (ум. 1642).
В 1602 году Николай Пац был назначен титулярным епископом Метонским и суфраганом виленским. 29 марта 1610 года получил сан епископа Жемайтского, 26 ноября 1618 года по состоянию здоровья отказался от сана. Позднее уехал в Италию, где скончался в 1624 году в Падуи.